# Lípa v Ovesných Kladrubech
Lípa v Ovesných Kladrubech je památný strom lípa velkolistá (Tilia platyphyllos), který roste v travnaté ploše na návsi v Ovesných Kladrubech u Mariánských Lázní v okrese Cheb v Karlovarském kraji. Společně s přiléhající farou a kostelem svatého Vavřince tvoří dominantu obce. Původně zde rostla dvojice lip, které mezi sebou chránily pomník se sochou sedícího Krista Trpitele. Druhá lípa musela být z důvodu zdravotního a havarijního stavu v roce 2009 pokácena. Zůstal po ní pouze pařez. Dutý kmen se ve třímetrové výšce dělí do dvou kosterních větví. Obvod kmene měří 427 cm, výška stromu dosahuje 24 m (měření 2014). Strom je chráněn od roku 2012 pro svůj vzrůst a stáří. 

## Stromy v okolí
- Jilm ve Vlkovicích (zaniklý)
- Bezvěrovské buky
- Rájovský javor